# 斯瓦德納山
斯瓦德納山（英語：Mount Swadener），是南極洲的山峰，位於愛德華七世地，海拔高度3,150米，美國地質調查局根據測量和美國海軍拍攝的空中照片繪入地圖，現時由南極條約體系管理。